# Samsung i8910 Omnia HD
Samsung i8910, conosciuto anche come Omnia HD, è uno smartphone candy bar prodotto da Samsung presentato il 18 febbraio 2009 al Mobile World Congress.

## Caratteristiche tecniche
Il terminale presenta un display capacitivo di 3.7" AMOLED con una risoluzione di 640 x 360 pixel e 16 milioni di colori e una fotocamera da 8 megapixel con la possibilità di registrare video in alta definizione (HD) a 720p con una frequenza di 24fps. È il primo modello di cellulare al mondo creato con la possibilità di effettuare registrazioni video con questa definizione.
Il suo sistema operativo è Symbian serie 60 quinta edizione, con l'interfaccia TouchWiz implementata proprio per questo modello da Samsung.
Era venduto in due modelli: con 8 o 16 GB di memoria integrata, in entrambi i casi espandibile con microSDHC fino a 32 GB, per un totale massimo di 48 GB di memoria a disposizione.
Per quanto riguarda la connettività l'Omnia HD dispone di Wi-Fi con DLNA, Bluetooth 2.0 con A2DP, una porta standard Micro-USB, un jack audio standard da 3.5mm, utilizzato anche per il TV out con il cavetto in dotazione (può essere collegato con un qualunque televisore per visualizzare il contenuto del telefonino). È dotato inoltre di antenna GPS integrata che può essere utilizzata in abbinamento con un qualunque navigatore satellitare (il navigatore Route 66 è già preinstallato nel dispositivo ma si devono acquisire le licenze a pagamento per utilizzarlo).
Per quanto riguarda la multimedialità il dispositivo è provvisto di due casse stereo, per ascoltare suoni e musiche con effetto surround 5.1, viene venduto con una serie di codec preinstallati, per visualizzare la maggior parte dei formati video, compresi DivX, Xvid e MPEG-4, è dotato inoltre di accelerometro che permette di ruotare automaticamente l'orientamento del display quando si ruota il telefonino.